# Kathedrale von Gloucester

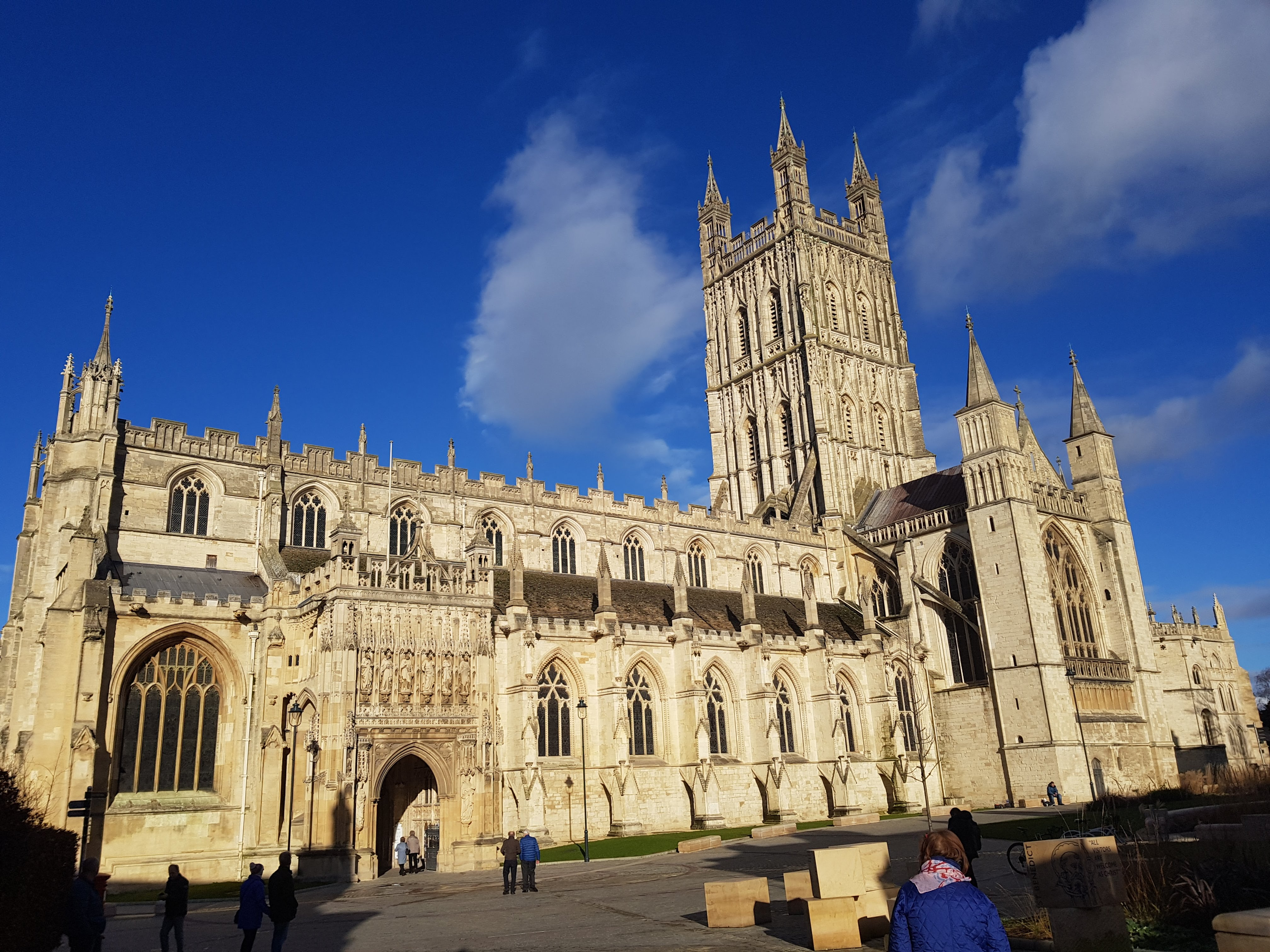
Kathedrale von Gloucester

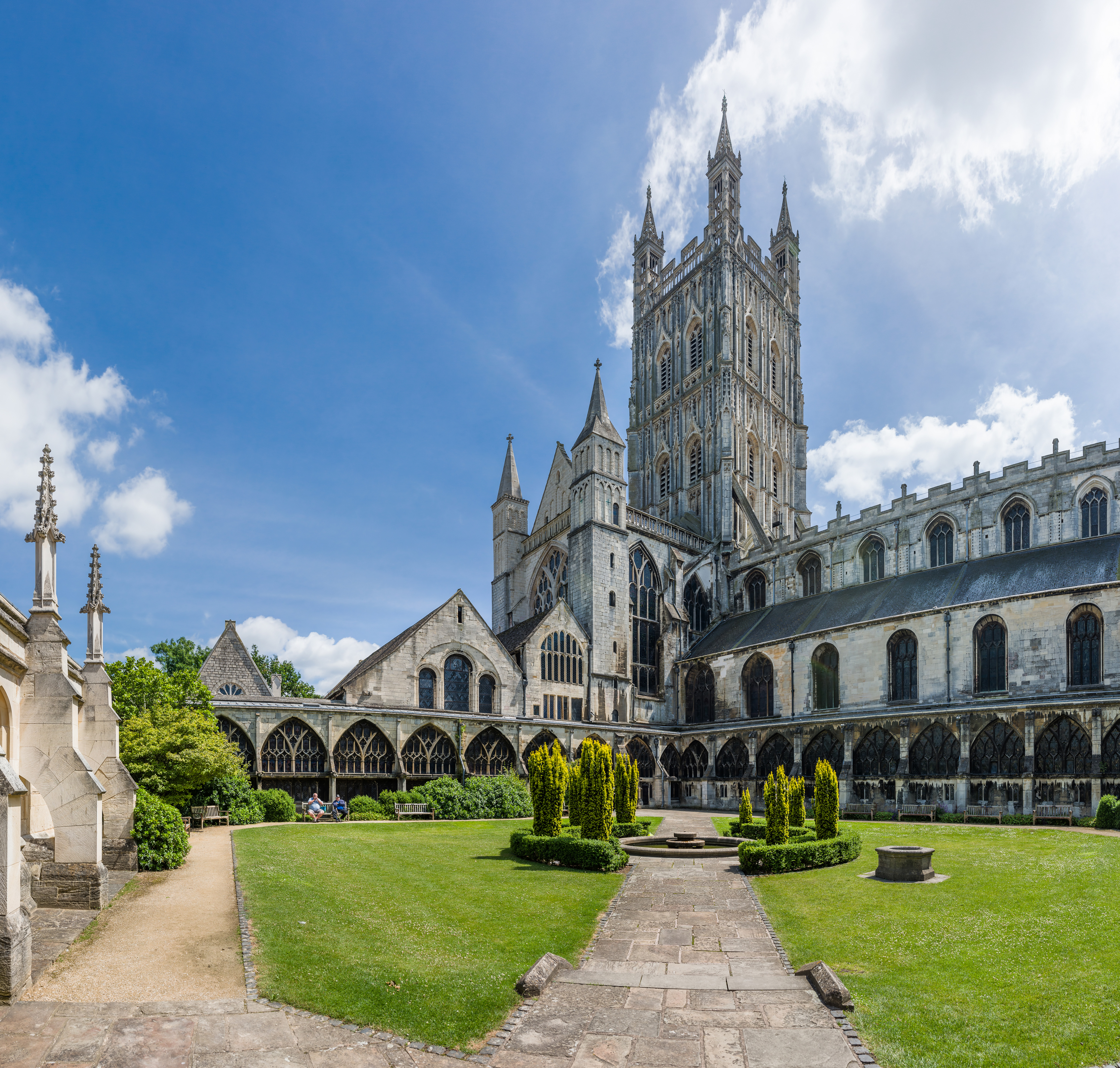
Kreuzgang mit Kapitelsaal (chapter house), Südquerhaus und Vierungsturm

Die der hl. Dreifaltigkeit geweihte Kathedrale von Gloucester (Cathedral Church of The Holy and Indivisible Trinity) in der Großstadt Gloucester ist einer der bedeutendsten Kirchenbauten Englands. Die (mit Apsiden versehene) Krypta ist eine von vieren, die in mittelalterlichen englischen Kathedralen existieren; die anderen befinden sich in Worcester, in Winchester und in Canterbury.

## Bedeutung
Die Kathedrale von Gloucester gilt immer noch als „eine der wichtigsten und rätselhaftesten Baudenkmäler der ganzen Kunstgeschichte, die noch mitten im 19. Jahrhundert als Ausgangspunkt der englischen Kunstgewerbereform durch William Morris und John Ruskin eine für die Entwicklung der modernen Architektur entscheidende Rolle spielte.“

## Lage
Die Großstadt Gloucester liegt ca. 160 km nordwestlich von London bzw. ca. 88 km südlich von Birmingham. Die Kathedrale befindet sich in der Altstadt etwa 500 m westlich des Flusses Severn. Sie ist ca. 123 m (420 Fuß) lang und 42 m (144 Fuß) breit und hat einen ca. 68 m (225 Fuß) hohen Vierungsturm aus dem 15. Jahrhundert.

## Vorgeschichte

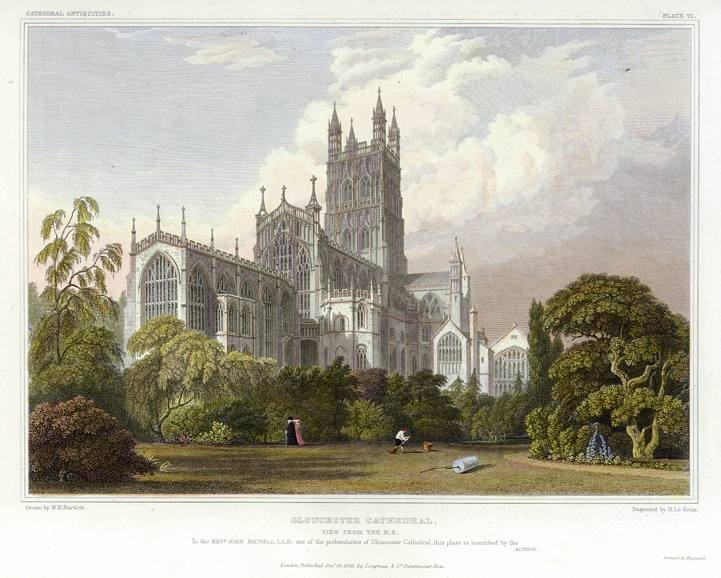
Kathedrale von Gloucester aus Nordosten mit Lady Chapel (um 1828)

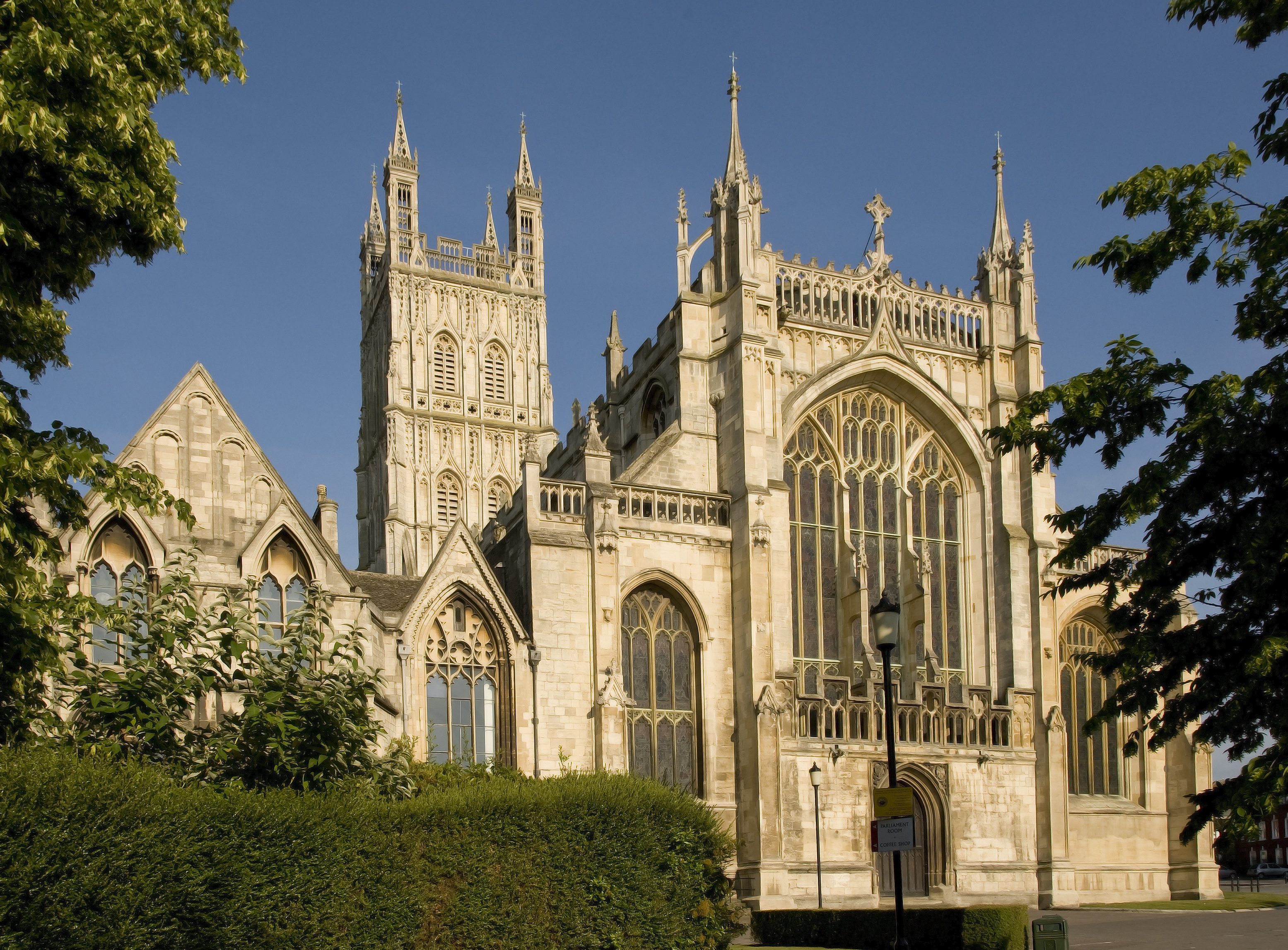
Westseite der Kathedrale

Die Abtei von Gloucester wurde im 7. Jahrhundert zunächst als Nonnenkloster gegründet. Im Jahr 1022 zogen Benediktiner ein.
England war gerade (1066) von Wilhelm dem Eroberer unterjocht worden und der alte angelsächsische Adel wurde zunehmend durch die neue normannische Herrschaft ersetzt, als mit dem Abt Serlo (1072–1104) die heruntergekommene alte Abtei von Gloucester neu besetzt wurde. In den Jahren nach 1072 erfolgte der Neubau einer Kirche im normannischen Baustil. Wilhelm der Eroberer hat die entstehende Kirche mehrfach besucht. Zu Weihnachten des Jahres 1085 wurde hier im alten Kapitelhaus von ihm die Order ausgegeben, das legendäre Domesday Book anzulegen, mit dem die neuen Besitzverhältnisse in dem eroberten Land festgehalten wurden. Die Abtei erhielt in den folgenden Jahren von Wilhelm und seinen Söhnen diverse Schenkungen, so dass im Jahr 1089 der Bischof Robert von Hereford den Grundstein für eine neue größere normannische Kirche legen konnte. Ob es sich hierbei um einen völligen Neuanfang oder um einen Weiterbau der bereits von Serlo begonnenen Kirche handelt, ist nicht bekannt. Am 15. Juni 1100 folgte bereits die Weihe. Vollendet waren zu dieser Zeit wahrscheinlich lediglich der Chor mit der Empore und die ausgedehnte Krypta, die Vierung und die ersten Joche des Kirchenschiffes. Dann änderte sich der Aufbau der Wand; als Ursache wird ein Brand im Jahr 1122 vermutet.
Die Empore wurde durch ein schmales Triforium ersetzt und statt der niedrigen Arkaden des Chorbereiches ragten nun Rundpfeiler mit mehr als 2 m Durchmesser gut 10 m in die Höhe. Um 1160 war das Schiff vollendet. Die Fassade war wahrscheinlich zweitürmig.
Dann gab es eine Serie von Bauschäden. Unter anderem stürzte 1170 der südliche Westturm ein. Im Jahr 1242 war die steinerne Einwölbung des Schiffes vollendet (nachdem 1190 ein Brand den Dachstuhl ergriffen hatte und ein anderes Gewölbe notwendig machte). Dadurch ist ein deutlicher Kontrast entstanden zwischen den mächtigen normannischen Pfeilern und dem von der Triforiumszone aufsteigenden feingliedrigen gotischen Gewölbe.

## Um- und Anbauten

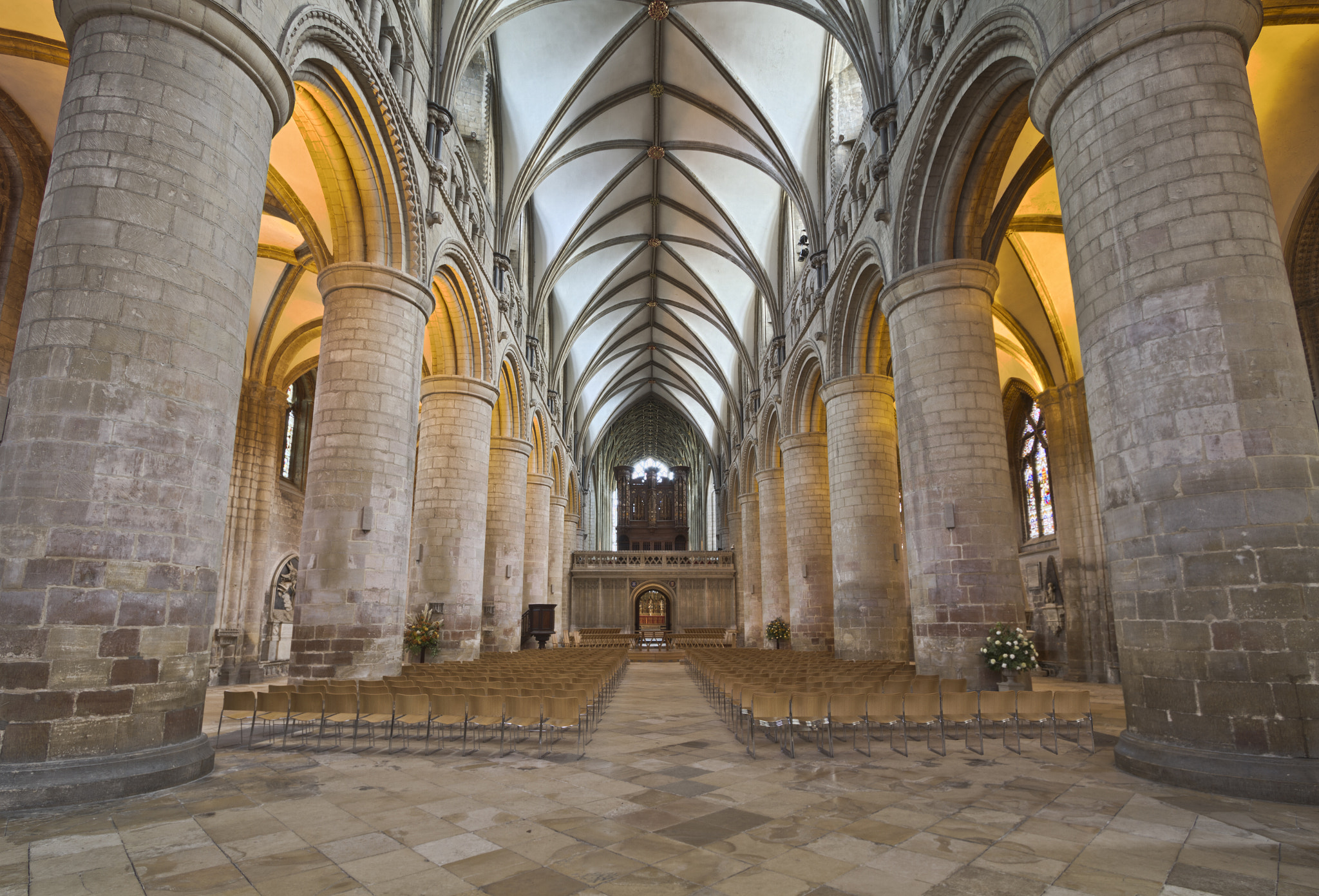
Langhaus

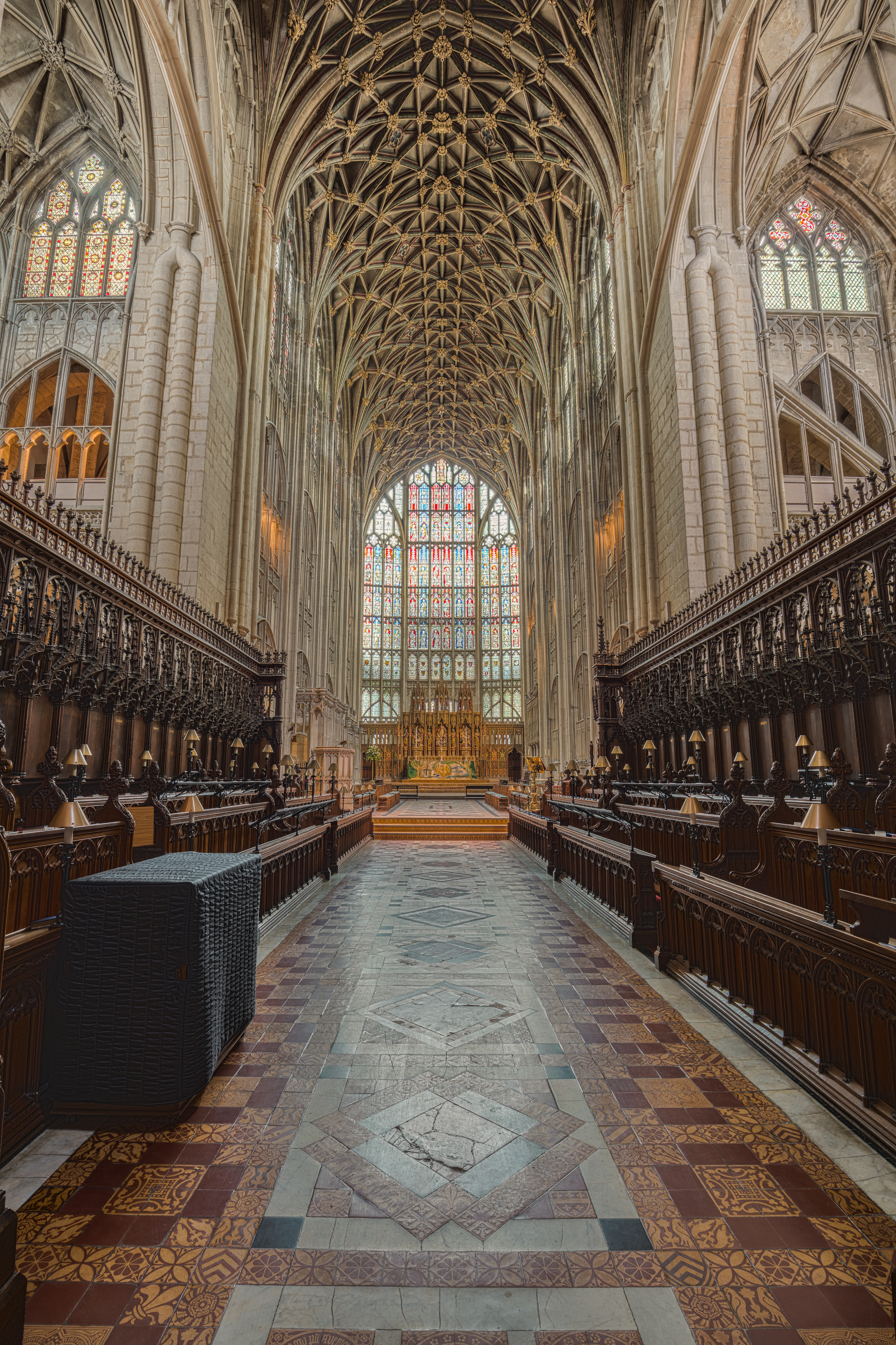
Chor

Zu Beginn des 14. Jahrhunderts verfügte die Abtei über größere Geldmittel, die in die Verschönerung der Kirche investiert wurden. Zunächst wurde von 1318 bis 1329 das nördliche Seitenschiff erneuert und 1331 bis 1337 das südliche Querhaus neu gestaltet, indem man den Serlo-Bau nicht abriss, sondern sich zu einem Umbau entschloss. Dieser Teil des Serlo-Baus aus der Zeit um 1100 ist also noch weitgehend erhalten, allerdings hinter einer neuen Wandgestaltung verborgen. Das Gewölbe wurde erhöht, die Obergadenfenster vergrößert und die Reste der normannischen Wand mit den neuen Maßwerkformen des Decorated Style überzogen.
In den Jahren 1337 bis 1377 wurden der Chor, das nördliche Querschiff sowie die Vierung erneuert. Das Vierungsgewölbe ist eines der ersten Liernengewölbe Englands (Liernen sind Nebenrippen, die weder vom Kämpfer noch vom Schlussstein ausgehen). Der Eingang zum nördlichen Querhaus erfuhr eine besonders außergewöhnliche Gewölbelösung: stalaktitenartig herabhängende Rippenfächer ohne jede Ähnlichkeit zu ihrer ehemals tragenden Funktion in einem Gewölbe, also freie ästhetische Gebilde. Solche Formen sind wohl nur durch den Einfluss der maurischen Architektur (Stalaktitengewölbe) zu erklären.
Der Chor erfuhr eine besonders intensive und lichtvolle Umgestaltung. An der Nord- und Südwand wurde eine Verkleidung der zweigeschossigen Bogenstellung des 12. Jh. mit einer sogenannten vergitterten Schauwand durchgeführt. Es entstand das klassische Rechtecknetz des Perpendicular Style. Die Krönung dieser Umbauarbeiten bildete von 1347 bis 1349 das Ostfenster, das in der gesamten Breite und Höhe des Kirchenschiffes mit reichem gitterartigem Maßwerk versehen wurde. Es gilt mit seinen ca. 25 m Höhe und 12 m Breite als größtes Farbfenster Englands. Sein zentrales Thema ist die Marienkrönung. Es heißt auch „Crécy-Fenster“, weil es von Adeligen gestiftet wurde, die in der Schlacht von Crécy 1346 teilgenommen hatten.
Der Historiker Walter Gloucester († 1412) stand der Kathedrale als erster Bischof vor. Bis zum Jahr 1541 unterstand die Kathedrale der Verwaltung durch den Bischof von Worcester, die dann in eine Eigenverwaltung durch John Wakeman als erstem Bischof übergeleitet wurde (er war der letzte Vorsteher der Tewkesbury Abbey). Die Diözese betreute den größeren Teil von Gloucestershire und kleinere Teile von Herefordshire und Wiltshire.

### Fassade
Zu Beginn des 15. Jahrhunderts zeigte die alte Fassade Schwächen und wurde erneuert. Gleichzeitig wurde eine südwestliche Eingangshalle errichtet, die heute den Haupteingang bildet.

### Kreuzgang

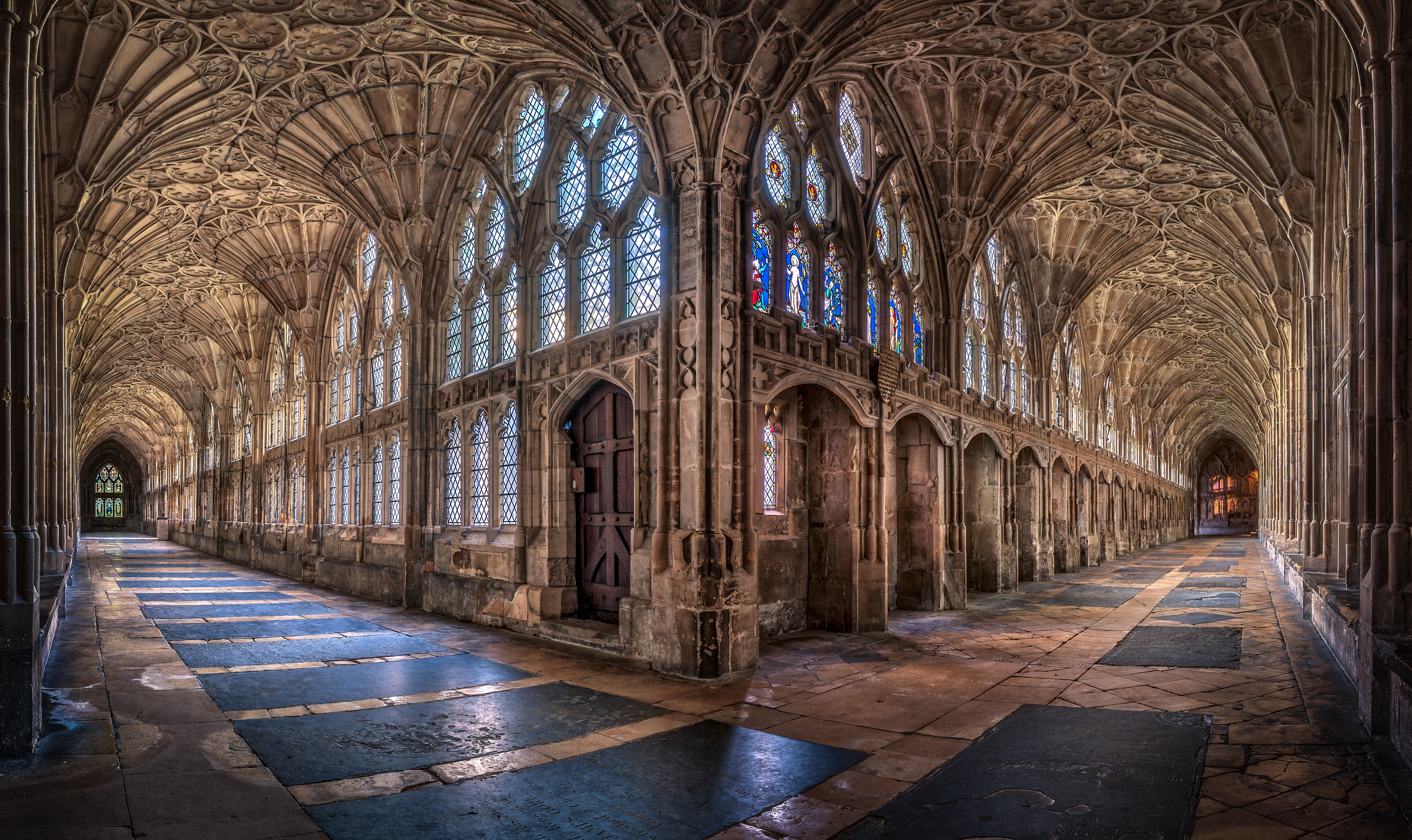
Kreuzgang mit Fächergewölbe

Der südliche Kreuzgangflügel wurde 1357 gebaut, der östliche in den Jahren 1351 bis 1377, die übrigen von 1381 bis 1412. Hier findet man die frühesten spätgotischen Fächergewölbe (ausgehend vom Chapter-House). Im 19. Jahrhundert erhielten einige Teile des Kreuzganges präraffaelitische Glasfenster.

### Vierungsturm
Der Vierungsturm wurde von 1450 bis 1457 gebaut und erreicht eine Höhe von 68,5 Metern. Sein Gewölbe hatte bereits im Jahr 1337 eines der ersten Liernengewölbe Englands erhalten.

### Lady Chapel
Die Marienkapelle (Lady Chapel) wurde 1472 bis 1499 errichtet und ist ein rechteckiges Glashaus mit spätgotischem Maßwerk.

## Gewölbe der Kathedrale
Die Gewölbe sind besonders fantasievoll und abwechslungsreich. Im Langhaus wurde ein Sterngewölbe mit drei Scheitelrippen eingezogen. Aus dem Palmengewölbe der Kathedrale von Exeter entstand hier das Fächergewölbe, indem man das charakteristische Motiv des Perpendicular Style, die „Blendbogentäfelung“, auf die entstandenen kurvigen Kegel anwandte.
Das Gewölbe des Chores (ab 1375) ist durch die zahllosen Lierne-Rippen kompliziert verknotet. Das von musizierenden Engeln geschmückte Sterngewölbe bildet den Auftakt zum Perpendicular Style. Das Chorgewölbe ist ca. 6 m höher als das des Mittelschiffs. Es ist das „erste Fächergewölbe“ (fan vault).
In Gloucester lassen sich alle für den Perpendicular Style typischen Elemente finden. Für Martin Hürlimann ist diese Kathedrale „eines der wichtigsten und rätselhaftesten Baudenkmäler der ganzen Kunstgeschichte“. Hier sei „auf einen Schlag eine neue Formenwelt entstanden“. Der Perpendicular Style, der um 1330 an der alten St Pauls Cathedral in London begann, findet im Chor von Gloucester (1337–1367) seinen ersten Höhepunkt. Das hier benutzte Netzgewölbe zeigt allerdings keinen prinzipiellen Unterschied zu denen des Decorated Style. Neben der Scheitelrippe verlaufen auf jeder Seite eine aus Liernen gebildete Nebenscheitelrippe. Die ganze Gewölbefläche ist von einem kaum zu durchschauenden Netz verschiedenartiger Rippen und einer Vielzahl von Schlusssteinen überzogen. Die Diagonalrippen laufen zum jeweils übernächsten Pfeiler. Ganz ähnlich funktioniert das Netzgewölbe der Lady Chapel (1472–99), das eigentlich ein normannisches Spitztonnengewölbe mit Stichkappen ist, jedoch ohne tragende Funktion des Rippennetzes.
Der Ostflügel des aus honigfarbenen Steinen erbauten Kreuzganges (1351–77) besitzt neben dem Kapitelhaus von Hereford (1350/60) die frühesten voll entwickelten Fächergewölbe, mit denen nicht nur der ganze übrige Kreuzgang ausgestattet wurde, sondern die für den gesamten Gewölbebau Englands bis in das 17. Jh. hinein richtunggebend wirkten. Die Fächerrippen dieser oft mit einer sich spreizenden Trompetenblüte verglichenen Form enden nicht an einer Scheitelrippe, sondern haben runde Begrenzungslinien, sodass deutlich abgesetzte, halbkelchförmige Fächereinheiten entstehen, die ihr gegenüberliegendes oder seitliches Pendant tangential nur in einem Punkt bzw. in einer kurzen Linie berühren. Die an der Scheitelfläche freibleibende waagerechte Sternfigur wird mit Passformen versehen, während zwischen den Rippen ebenfalls Maßwerk eingeschrieben ist. Die Profilstärke der Rippen ist deutlich zurückgenommen und einander angeglichen, sodass das Gewölbe wie eine weite, in Wellen dahingehende, feingewebte Fläche wirkt und in seiner Binnenstruktur wie ein Zellensystem, das organisch ständig neue Zellen entstehen lässt.

## Fenster
Im Jahr 2014 wurde ein von Tom Denny gestaltetes Kirchenfenster der Öffentlichkeit vorgestellt. Es ist Ivor Gurney gewidmet, der sowohl als Dichter des Ersten Weltkrieges, wie auch als Komponist bekannt wurde und der als Chorsänger wie auch Organist an der Kathedrale wirkte. Das Fenster wird als eine Ehrung nicht nur für Gurney, sondern für alle Teilnehmer des Ersten Weltkrieges gesehen.

## Ausstattung
Das schönste Denkmal der Kathedrale ist das mit einem Baldachin versehene Grab von König Eduard II., der angeblich im nahen Berkeley Castle ermordet wurde. Durch Pilger wurden Gebäude und Chorraum bereichert und ausgeschmückt. In einer innenliegenden Kapelle steht ein Denkmal aus einer Ureiche (konserviert aus einem Sumpf = Bog Oak) von Robert Curthose, dem ältesten Sohn von Wilhelm dem Eroberer, der ein großer Förderer der Abtei war und dort beerdigt wurde. Weiter sind Bischof Warburton und R. Edward Jenner erwähnenswert.

### Orgel

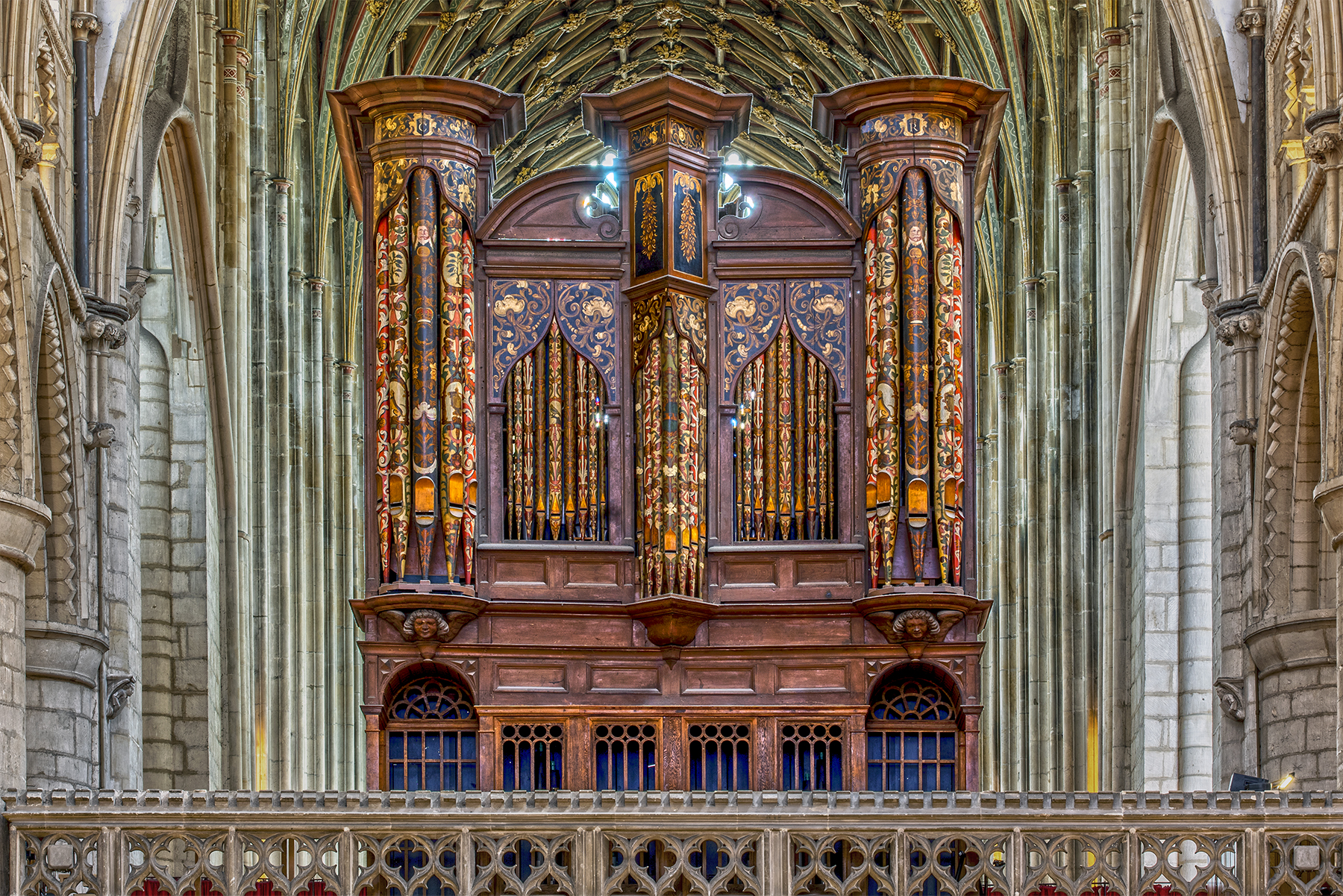
Blick auf die Orgel

Die Orgel wurde im Jahr 1971 von den Orgelbauern Hill, Norman & Beard erbaut. Ab dem Jahr 1999 wurde das Instrument von dem Orgelbauer Nicholson überarbeitet und die Disposition erweitert. Das Instrument hat 61 Register auf vier Manualen und Pedal. Die Trakturen sind elektropneumatisch.
| I Choir C–a3     |       |
| Stopped Diapason | 8′    |
| Principal        | 4′    |
| Chimney Flute    | 4′    |
| Fifteenth        | 2′    |
| Nazard           | 1 ⁄3′ |
| Sesquialtera II  |       |
| Mixture III      |       |
| Trompette harm.  | 8′    |
| Cremona          | 8′    |
| Tremulant        |       |

| II Great C–a3 |     |
| Gedecktpommer | 16′ |
| Open Diapason | 8′  |
| Open Diapason | 8′  |
| Spitzflute    | 8′  |
| Bourdon       | 8′  |
| Prestant      | 4′  |
| Octave        | 4′  |
| Stopped Flute | 4′  |
| Flageolet     | 2’  |
| Quartane II   |     |
| Mixture IV–VI |     |
| Cornet IV     |     |
| Posaune       | 16′ |
| Trumpet       | 8′  |
| Clarion       | 4′  |

| III Swell C–a3 |        |
| Chimney Flute  | 8′     |
| Salicional     | 8′     |
| Celeste        | 8′     |
| Principal      | 4′     |
| Open Flute     | 4′     |
| Nazard         | 2 ⁄3′  |
| Gemshorn       | 2′     |
| Tierce         | 1 3⁄5′ |
| Mixture IV     |        |
| Cimbel III     |        |
| Fagotto        | 16′    |
| Trumpet        | 8′     |
| Hautboy        | 8′     |
| Vox Humana     | 8′     |
| Tremulant      |        |

| IV Positive C–a3 |        |
| Gedecktpommer    | 8′     |
| Spitzflute       | 4′     |
| Nazard           | 2 ⁄3′  |
| Doublette        | 2′     |
| Tierce           | 1 3⁄5′ |
| Septième         | 1 ⁄7′  |
| Cimbel III       |        |
| Trompette harm.  | 8′     |
| Tremulant        |        |

| Pedal C–g1    |         |
| Principal     | 16′     |
| Subbass       | 16′     |
| Flute         | 16′     |
| Quint         | 10 2⁄3′ |
| Octave        | 8′      |
| Stopped Flute | 8′      |
| Tierce        | 6 2⁄5′  |
| Septième      | 4 ⁄7′   |
| Choral Bass   | 4′      |
| Open Flute    | 2′      |
| Mixture IV    |         |
| Bombarde      | 32′     |
| Bombarde      | 16′     |
| Trumpet       | 8′      |
| Shawm         | 4′      |

## Zeittafel
- 678–679: Eine kleine religiöse Gemeinschaft wird hier in angelsächsischer Zeit von Osric gegründet.
- 1017: Das Kloster wird an Benediktiner übergeben.
- 1072: Serlo, der erste normannische Abt, übernimmt das heruntergekommene Kloster durch Befehl von William I. (Wilhelm den Eroberer).
- 1089: Grundsteinlegung einer neuen Abteikirche durch Robert de Losinga, Bischof von Hereford
- 1100: Einsegnung der St. Peter’s Abbey
- 1216: Erste Krönung von König Henry III.
- 1327: Begräbnis von König Edward II.
- 1331: Umgestaltung des Chores im Perpendicular-Style
- 1373: Der große Kreuzgang wird begonnen unter Abt Horton; vollendet durch Abt Frouster (1381–1412).
- 1420: Westfassade erneuert unter Abt Morwent
- 1450: Der Vierungsturm wird begonnen unter Abt Sebrok; vollendet unter Robert Tully.
- 1470: Die Lady Chapel wird erneuert unter Abt Hanley, vollendet unter Abt Farley (1472–98).
- 1540: Aufhebung der Abtei
- 1541: Wiedergründung als Kathedrale unter König Henry VIII.
- 1616–21: William Laud ist Dekan.
- 1649–60: Abschaffung der Klosterhierarchie – veränderte Wiedereinsetzung unter Charles II.
- 1735–52: Martin Benson, Bischof von Gloucester, veranlasst größere Reparaturarbeiten und Veränderungen an der Kathedrale.
- 1847–73: Beginn der ausgedehnten viktorianischen Restaurierung (F.S. Waller und Sir George Gilbert Scott, Architekten)
- 1953: Weitere Restaurierungsarbeiten
- 1968: Dacherneuerung und andere größere Ausbesserungen
- 1989: 900-Jahr-Feier
- 1994: Die Restaurierung des Vierungsturms wird abgeschlossen.
- 2000: 900-Jahr-Feier der Einsegnung der St. Peter’s Abbey

## Trivia
Die Kathedrale diente seit 2000 als Kulisse für drei Harry-Potter-Filme. Das brachte zwar Einnahmen und Publizität, andererseits wurde aber kritisiert, dass die Themen der Filme mit der religiösen Bedeutung einer Kirche nicht zu vereinbaren sind. Die Kathedrale wird auch für Aufführungen der Kings School, Gloucester verwendet.